# Клирос
Кли́рос (греч. κλῆρος — надел, часть, выделенное место) — в православной церкви место, на котором во время богослужения находятся певчие и чтецы. Клиросы и поющие на них (клирошане) представляют хоры ангелов, воспевающих славу Божию.

## Внешний вид клироса
Почти в каждом православном храме имеется два клироса — правый и левый: либо на возвышенной предалтарной части храма, по бокам солеи, либо в храмовой части церкви по углам. Клирос, как правило, отделен от остальных прихожан. Певчие на клиросе находятся либо на небольшом возвышении от пола, либо огороженными небольшими декоративными ограждениями из дерева, мрамора, ковки. В центре клироса находится аналой для одного или нескольких певчих (чтецов).
В некоторых храмах певчие поют на балконе (хорах), устроенном напротив алтаря. 

## Другое значение
Также клиросом может называться и хор (коллектив) певчих. Во многих православных служебниках употребляется слово «лик», что по церковно-славянски значит «хор».
В древности на клиросах пели и читали представители духовенства (клира). Поэтому клиросом иногда называли главных помощников епископов при кафедральных храмах в городах, в которых не было резиденции правящего архиерея.
Кроме того, клиросом назывались городские организации духовенства в Северо-Восточной Руси до середины XIV в.
В «Церковном уставе» клиросом иногда называются и сами клирики или певцы с чтецами.
В греческих церквах на вседневных богослужениях, когда не отверзаются царские врата, священник не заходит в алтарь, и всю службу совершает на амвоне и на клиросе. В этом случае кадило разжигается тоже на клиросе.

## Просторечное название
Слово «клирос» имеет русскую просторечную форму «кры́лос» (очевидно, в «народной этимологии» возводящуюся к русскому слову крыло). При этом певчие-клирошане часто именуются крылоша́нами.

## Известные клирошане
На клиросе в юношестве пели такие люди, как А. В. Суворов,
Ф. И. Шаляпин, А. Г. Разумовский, А. П. Чехов и М. В. Ломоносов, а также в детстве Н. Г. Помяловский.